# Резерв Армії (Велика Британія)
Резерв Армії (англ. Army Reserve), або також Територіальні сили чи Територіальна армія (англ. Territorial Force, Territorial Army (TA) and the Territorial Army Volunteer Reserve (TAVR) — організований активний резерв Британської армії, укомплектований приписним особовим складом, оснащений зброєю і військовою технікою, який утримується у постійній бойовій та мобілізаційній готовності, невід'ємна складова сухопутних військ Великої Британії.

## Історія
Резерв Армії сформувався в 1908 році за ініціативою державного воєнного секретаря Р.Голдейна, як Територіальні сили. Законодавчим актом для заснування цієї структури став Акт 1907 року про Резерві сили, у відповідності до якого об'єднувалися цивільні Добровольчі сили та кавалерійські підрозділі Територіальних добровольчих частин йоменів. З початком процесу об'єднання різнорідні підрозділи були уніфіковані в штатній структурі, отримали однакову військову форму, екіпірування та оснащення й після реорганізації стали територіальними батальйонами регулярної армії Британії. Водночас, Лондонський, Монмутширський та Гартфордширський полки зберегли свою унікальність та залишили деякі ознаки ідентичності.
1 квітня 1908 року сталося офіційне формування Територіальних сил, які нараховували 14 піхотних дивізій та 14 кінних бригад йоменів. Загальна чисельність військ становила 269 000 військовиків.
Основним завданням Територіальних сил була виключно територіальна оборона Британських островів, деякі підрозділи залучалися до охорони правопорядку в містах та селищах в ролі констеблів та бальї. З часом функції розширювалися й особовий склад Територіальної армії став залучатися до посилення регулярних частин британської армії.
Зазвичай резервісти мали основною цивільну роботу або професію, що було до нагоди у випадках, коли вони могли суміщати свої навички та знання зі службою в армії. Так, багато резервістів служили в медичних підрозділах.